# Boophis liami
Espèce
Statut de conservation UICN

 CR B1ab(iii) : 
En danger critique
Boophis liami est une espèce d'amphibiens de la famille des Mantellidae.

## Répartition
Cette espèce est endémique de Madagascar. Elle se rencontre entre 850 et 900 m d'altitude dans les environs de Vohidrazana et dans la région d'Andasibe,.

## Description
Boophis liami mesure environ 20 mm. Son dos est vert clair et parcouru par une ligne latérale brun clair à blanc argenté. Son ventre est bleu verdâtre transparent.

## Étymologie
Son nom d'espèce, liami, lui a été donné en référence à Liam Nicolas Vlasimsky en reconnaissance de son aide financière, au travers du programme Biopat, pour l'étude de la biodiversité malgache.

## Publication originale
- Vallan, Vences & Glaw, 2003 : Two new species of the Boophis mandraka complex (Anura, Mantellidae) from the Andasibe region in eastern Madagascar. Amphibia-Reptilia, vol. 24, p. 305-319 (texte intégral).